# Udenfor og indenfor
Udenfor og indenfor – Sociale og økononiske aspekter i den ældste kristendom er titlen på en bog fra 1974 af den danske teolog Niels Hyldahl (f. 1930), hvor han blandt andet behandler den jødiske fattigforsorg på Kristi tid for derigennem at kunne give et svar på spørgsmålet om hellenisterne og hebræerne som omtales i Apostlenes Gerninger (Ap.G. 6,1) skal betragtes som jøder eller om de – som den almindelige opfattelse har været siden F.C. Baur i 1800-tallet og stadig er – skal opfattes som hedningekristne og jødekristne med henholdsvis græsk og aramæisk som sprog – altså tilhørende forskellige grupper i de ældste kristne menigheder.
Med udenfor og indenfor sigtes til vendinger brugt af Paulus bl.a. i Romerbrevet (Rom. 1,16 og Rom. 2,9-10) der placerer jøden før hedningen som herved bliver udenfor. "Ligesom hedningen i forhold til jøden, således gælder det også i forholdet til den jødekristne, at den hedningekristne i en vis, men mærkbar forstand står udenfor." (side 79)
Det er dog den almindelige opfattelse at de omtalte hellenister og hebræere er kristne og at konflikten derfor er en konflikt inden for urmenigheden, og ikke som Hyldahl mener mellem jøderne og de kristne.

## To relevante bibelsteder til emnet
- I Jerusalem boede der fromme jøder fra alle folkeslag under himlen (Ap.G. 2,5)

Hyldahl mener at her introduceres de jøder der i kap. 6 omtales efter deres sproglige tilhørsforhold:
- Da der i de dage blev stadig flere disciple, begyndte hellenisterne at skumle over hebræerne, fordi enkerne hos dem blev tilsidesat ved den daglige uddeling. (Ap.G. 6,1)

Ifølge Hyldahl var fattigforsorgen blevet varetaget af de indfødte palæstinajøder, som nu havde forfordelt hellenisternes enker; hellenisterne var jøder indvandret fra diasporaen og nu bosat i Palæstina. Dette muliggjorde så at de hellenistiske kristne, hedningekristne, kunne træde til og overtage uddelingen ved at vælge de syv diakoner, fattigforstandere eller menighedstjenere (Ap.G. 6,5).
"Judaister"
Hyldahl mener ligeledes at der er et problem med den almindelige opfattelse af hvor tidligt man kan tale om "judaister", en gruppe blandt de kristne der krævede at ikke-jødiske kristne lod sig omskære ved overgang til kristendommen. Denne holdning var i modstrid med Paulus' hvis opfattelse blev den sejrende.
Siden F.C. Baur (1792-1860) har man talt om en petrinsk-jødekristen og en paulinsk-hedningekristen tendens, og man har slået "judaisterne" sammen med de petrinsk-jødekristne eller "hebræerne" som Paulus' modstandere inden for de kristnes rækker.